# Варфоломеев, Иван Павлович
Ива́н Па́влович Варфоломе́ев (имя при рождении — Евлампий Павлович Варфоломеев; 11 февраля 1928, Берлин — 4 августа 2011, Ташкент) — литературовед; доктор филологических наук, профессор, академик международной академии педагогических и социальных наук (Москва).

## Биография
Родился в семье богатого уральского казака. Подвергнутая раскулачиванию, после многих переездов (Украина, Подмосковье, Керчь) в 1935 семья поселилась в Ташкенте. В 1940 году из-за эпидемии малярии вернулись в Керчь, где через год их застала война.
В 1944 вступил в комсомол. Работал на «трудовом фронте», за что впоследствии был награждён медалью «Ветеран труда». В 1950—1960 служил в Советской Армии, в морской истребительной авиации на Дальнем Востоке. В 1960 после увольнения в запас в связи с «хрущёвским» сокращением армии вернулся в Ташкент, поступил на факультет русской филологии Ташкентского государственного университета им. В. И. Ленина и по окончании его — в аспирантуру. Параллельно работал журналистом в газетах «На посту», «Ташкентская правда», «Фрунзевец».
В 1967 оставил журналистику; работал редактором в издательстве «Внешторгиздат», затем — заместителем главного редактора издательства «Укитувчи» («Учитель»). В эти годы написал диссертацию «Историческая романистика и Явдат Ильясов», которую защитил в 1970 в МГПИ им. Ленина.
Затем заведовал отделом в Узбекском НИИ педагогических наук, кафедрой русской и зарубежной литературы Сырдарьинского госпединститута (СГПИ) им. Г. Гуляма. В 1984 году защитил докторскую диссертацию на тему «Историческая романистика. Проблемы типологии и поэтики».
Подготовил двух докторов и 16 кандидатов филологических наук. В 2000 году стал член-корреспондентом международной академии педагогических и социальных наук (Москва).
Скончался после операции по удалению желчного пузыря. Похоронен на Домбрабадском кладбище в Ташкенте.

## Семья
Отец — Павел Михайлович Варфоломеев; участник Великой Отечественной войны, погиб под Ленинградом, похоронен на Пискарёвском кладбище (братская могила № 65).
Мать — Любовь Варфоломеева.
Жена — Татьяна Андреевна Варфоломеева.
Дети — Андрей, Любовь.

## Список публикаций
- Варфоломеев И. П. Русская советская историческая романистика и Явдат Ильясов: Автореф. дис. … канд филол. наук. — М., 1971. — 21 с.
- Варфоломеев И. П. Советская историческая романистика: проблемы типологии и поэтики. — Ташкент: Укитувчи, 1984. — 111 с. — 1000 экз.
- Варфоломеев И. П. Советская историческая романистика : (Пробл. типологии и поэтики): Автореф. дис. … д-ра филол. наук. — М., 1988. — 32 с.
- Варфоломеев И. П. Типологические основы жанров исторической романистики: (Классиф. вида). — Ташкент: Фан, 1979. — 168 с. — 1000 экз.
- Монография: «Жанровая структура исторической романистики». Москва, ИНИОН, № 1946, 1978 год.
- Монография: «Типология художественного конфликта в советском историческом романе». Ташкент, «Фан», АН УзССР, 1990 год.
- Монография: «Драматургия. Проблемы. Характеры. Образы». Ташкент, «Фан», АН УзССР, 1993 год.
- Сборник научных трудов: Вопросы теории и истории современной литературы. Ответственный (научный) редактор. Ташкент, УзГУМЯ, 1995 год.
- Сборник научных трудов: Вопросы поэтики русской литературы. Ответственный редактор. Ташкент, УзГУМЯ, 1996 год.
- Сборник научных трудов: Некоторые вопросы поэтики узбекской и русской литературы. Научный и издат. редактор. Ташкент, УзГУМЯ 1997 год.
- Сборник научных трудов: Литература и время. Научный и издат. редактор. Ташкент, УзГУМЯ, 1999 год.
- Учебник-хрестоматия «Литература» для 8 класса, часть I—II. Ташкент, УзГУМЯ, 2001 год.
- Учебник-хрестоматия «Литература» для 8 класса. Доработанный (часть I—II). Ташкент «Узбекистан», 2002 год.
- Учебник-хрестоматия «Литература» для 8 класса. Доработанный (часть I—II). Ташкент «Узбекистан», 2003 год.
- Учебник-хрестоматия «Литература» для 8 класса. Доработанный. Ташкент «Узбекистан», 2004—2006 года.
- Учебник «Введение в литературоведение» для студентов филологических факультетов. Ташкент, УзГУМЯ, 2006 год.
- Учебное пособие «Литература» для колледжей. Ташкент, издательство им. Чулпана, 2007 год.
- Курс лекций: Вопросы поэтики русской литературы в критике А. В. Луначарского. Ответственный редактор. Ташкент, ТашГПУ им. Низами, 2000 год.
- Научная статья: Проблема главного героя (в произведениях Я. Ильясова). Ташкент, журнал «Узбекистан», № 4, 1968 год.
- Научная статья: Древний Восток в произведениях Я. Ильясова. Ташкент, «Знание», 1970 год.
- Научная статья: Преемственность традиций (о ранних произведениях Я. Ильясова). Ташкент, «Корреспондент», № 6, 1970 год.
- Научная статья: Философское осмысление мира в романе Л. Леонова «Русский лес». Сырдарья, СГПИ им. Г.Гуляма, 1973 год.
- Научная статья: Поэтика исторического романа 70-80-х годов и современный литературный процесс. Ташкент, ТашГПИ им. Низами, 1989 год.
- Научная статья: Историческая романистика последних десятилетий. Сборник научных трудов. Ташкент, УзГУМЯ, 1997 год.
- Научная статья: Не обкрадывает ли себя русская литература. Сборник научных трудов. Ташкент, УзГУМЯ, 2000 год.
- Научная статья: Опустевшие пьедесталы в русской литературе. «Несвоевременный взгляд» на творчество М. Горького и М. Шолохова. Ташкент, Росзарубежцентр, РУз, 2006 год.
- Программа «Введение в литературоведение» для факультетов русской филологии. Ташкент, УзГУМЯ, 1999 год.
- Программа «Узбекская литература» для русских групп колледжей. Ташкент, Министерство народного образования РУз, 2000 год.
- Программа «Литература» для русских групп академлицеев. Автор и ответственный редактор. Ташкент, МВ и ССО РУз, 2000 год.
- Программа «Литература» для русских групп академлицеев. Автор и ответственный редактор. Ташкент, МВ и ССО РУз, 2005 год.
- Программа спецкурса «Виды жанра романа. Типология и поэтика». Для магистрантов русских групп филологических факультетов. Ташкент, ТашГПУ им. Низами, 2005 год.
- Программа спецкурса «История русской литературной критики». Ташкент, ТашГПУ им. Низами, 2006 год.